# Atletismo nos Jogos Pan-Americanos de 2003 - Revezamento 4x400 m feminino
A prova dos do Revezamento 4x400 m rasos feminino nos Jogos Pan-Americanos de 2003 foi realizada em 9 de agosto de 2003.

## Calendário
| Data        | Fase  |
| ----------- | ----- |
| 9 de agosto | Final |

## Medalhistas
| Ouro   | USA Me'Lisa Barber Moushaumi Robinson Julian Clay DeeDee Trotter     |
| Prata  | JAM Naleya Downer Michelle Burgher Novlene Williams Allison Beckford |
| Bronze | BRA Maria Laura Almirão Josiane Tito Geisa Coutinho Lucimar Teodoro  |

## Resultados
| Posição          | Nação                    | Atletas                                                                | Tempo   | Notas |
| ---------------- | ------------------------ | ---------------------------------------------------------------------- | ------- | ----- |
| Medalha de ouro  | USA Estados Unidos       | Me'Lisa Barber, Moushaumi Robinson, Julian Clay, DeeDee Trotter        | 3:26.40 |       |
| Medalha de prata | JAM Jamaica              | Naleya Downer, Michelle Burgher, Novlene Williams, Allison Beckford    | 3:27.34 |       |
| 3                | BRA Brasil               | Maria Laura Almirão, Josiane Tito, Geisa Coutinho, Lucimar Teodoro     | 3:28.07 |       |
| 4                | MEX México               | Liliana Allen, Mayra González, Gabriela Medina, Ana Guevara            | 3:28.23 | NR    |
| 5                | CUB Cuba                 | Libania Grenot, Yanelis Lara, Yudalis Díaz, Adriana Muñoz              | 3:28.79 |       |
| 6                | PUR Porto Rico           | Militza Castro, Yvonne Harrison, Sandra Moya, Yamelis Ortiz            | 3:32.28 |       |
| 7                | DOM República Dominicana | Yelmi Martínez, Jazmín Rodríguez, Claudia Rosa Vargas, Clara Hernández | 3:38.48 | NR    |
| 8                | COL Colômbia             |                                                                        | DQ      |       |